# Nordisk Film
Nordisk Film est une société de production cinématographique et de distribution de films danoise fondée le 6 novembre 1906 à Valby par le réalisateur Ole Olsen. C'est l'un des plus anciens studios encore en opération dans le monde après les studios Gaumont et Pathé.
À partir de 2018, Nordisk Film investit particulièrement dans la distribution de jeux vidéo.

## Histoire
Les premiers films sont des documentaires mais, la première année, Olsen recrute Viggo Larsen, le contrôleur de billets de sa salle de cinéma à Copenhague (le Biograf Theater), pour réaliser et jouer dans ses films de fiction. Parmi les premiers acteurs recrutés figurent Margrete Jespersen, Gustav Lund (it) et Robert Storm Petersen (en). En 1908, Olsen ouvre une filiale à New York, nommée Great Northern Film Company pour assurer la distribution de ses films sur le marché américain. La société Nordisk Film, entre en bourse en 1911. Pendant l'époque du muet, August Blom est le metteur en scène principal, tournant plus de 100 films.
En 1992, la société fusionne avec le groupe de média danois Egmont. En plus de la production dans plusieurs pays scandinaves, Norvège et Suède, la société distribue aussi les films au travers de Nordisk Film Cinemas un exploitant de salles au Danemark et en Norvège, avec près de 16 000 sièges.
Depuis février 2008, Nordisk Film détient 50 % du studio Zentropa.
En 2018, Nordisk Film rachète Avalanche Studios (qui deviendra Avalanche Studios Group), un studio suédois de jeu vidéo. Peu après, la société investit dans l'éditeur suédois de production vidéo-ludique Raw Fury. En 2020, Nordisk Film investit à nouveau dans un éditeur de jeu vidéo, le finlandais Nitro Games, pour la somme de 4,5 millions de dollars.

## Filmographie
Films produits par la Nordisk film
- 1907 : Vikingeblod de Viggo Larsen
- 1909 : Wilhelm Tell de Viggo Larsen
- 1910 : La Traite des Blanches (Den hvide slavehandel) d'August Blom
- 1913 : Atlantis d'August Blom
- 2012 : Hijacking (Kapringen) de Tobias Lindholm
- 2024 : Les Enquêtes du département V : Promesse (Den grænseløse) d'Ole Christian Madsen
- 2025 : Sauna de Mathias Broe

Films distribués par la Nordisk film
- 2005 : L'Empire des loups de Chris Nahon (Nordisk Film finlandaise[6])
- 2017 : Borg vs. McEnroe de Janus Metz Pedersen (Nordisk Film suédoise[7])